# Kaliningrad Chkalovsk
Kaliningrad Chkalovsk är en militär flygbas i Chkalovsk, Kaliningrad oblast, Ryssland, belägen nio kilometer nordväst om Kaliningrad. 